# Курган Славы (Одесса)
Курган Славы — памятник, воздвигнутый на месте одного из рубежей обороны Одессы между Аджалыкским лиманом и железной дорогой. Входит в Пояс Славы — цепь монументов, возведённых в 1964—1967 годах на бывших рубежах героической обороны Одессы.

## История
Посвящён воинам 26-го пограничного отряда и 3-го полка морской пехоты. С началом боёв за Одессу отряд перешел в подчинение Приморской армии и осуществлял охрану тыла. Однако в связи с тяжёлым положением на фронте был сформирован на базе пограничного отряда и выдвинут на передовые позиции в Восточном секторе обороны 26-й пограничный полк войск НКВД.

## Описание
Памятник сооружен около магистрали Одесса — Вознесенск в направлении с. Александровки. Десятиметровой высоты крутой холм венчает стела в форме знамени героев обороны. У подножия кургана на чугунной плите слова: «На этом рубеже героически обороняли Одессу от немецко-фашистских захватчиков воины 26-го пограничного полка и 3-го полка морской пехоты». Ступенями широкой парадной лестницы поднимаемся на площадку в склоне кургана. На подпорной стене — чугунный барельеф, изображающий Родину-мать, краснофлотца и красноармейца. Под ними — лавровая ветвь славы. Символ стойкости защитников Отчизны, морской адмиралтейский якорь, установлен на площадке. За ним на стене надпись: «Стоявшим насмерть во имя жизни».
Авторы проекта использовали естественный рельеф местности, положив в основу композиции холм, увеличив небольшую естественную возвышенность до 10 метров.
На открытии мемориала 28 октября 1968 года выступили участники обороны Одессы Герой Советского Союза Я. Г. Бреус и Герой Социалистического Труда Б. А. Шевченко.